# Maboqueiro
O maboqueiro (Strychnos spinosa)  é uma árvore autóctone das regiões tropicais e subtropicais de África. Produz um fruto amarelo agridoce e sumarento, chamado maboque, com inúmeras sementes de cor castanha. Nas extremidades dos ramos, crescem em cachos flores brancas-esverdeadas. Os frutos tendem a aparecer apenas depois de muita chuva. No inicio são grandes e verdes e, quando amadurecem mudam para a cor amarela. No interior do fruto, as sementes compactadas estão rodeadas por uma carnuda pasta comestíveis.
Animais como os babuínos, macacos, porcos-do-mato, inhalas e elandes comem o fruto. Também as folhas são uma fonte de alimento para os herbívoros tais como os bâmbis e cabritos-africanos, cudos, impalas, xipenes ou punjas, inhalas e elefantes. Acredita-se que vários tipos de insetos polinizam as flores.
Nomes comuns em outras línguas: Spiny Monkey-orange/Green Monkey Orange (Inglês),foli ou Foley (guineense) Doringklapper (Africânder), Morapa (NS), Muramba (V), umKwakwa (Suazilândia), Nsala (Tswana), Mutamba (Shona), maboqueiro (português).

## Distribuição
Esta árvore encontra-se de forma isolada e cresce em solos secos. Encontra-se nas faldas ribeirinhas do Bushveld, nas areias e mata costeira do Cabo Oriental, até ao Kwazulu-Natal,na  Guiné Bissau em Moçambique e na Suazilândia e, pelo interior, Zimbabwe, norte do Botsuana, norte da Namíbia, Angola e norte da África tropical.

## Usos
É uma planta cujo fruto, o maboque, é tradicionalmente usada como alimento em África. Esse pouco conhecido fruto tem potencial para melhorar a nutrição, estimular a estabilidade alimentar e fomentar e apoiar o desenvolvimento rural sustentável.
- A madeira é usada para carpintaria em geral.
- A espécie foi recentemente introduzida em Israel como uma potencial nova cultura.
- O fruto (maboque) pode ser utilizado como uma fonte suplementar de alimentos para a população rural em épocas de escassez.

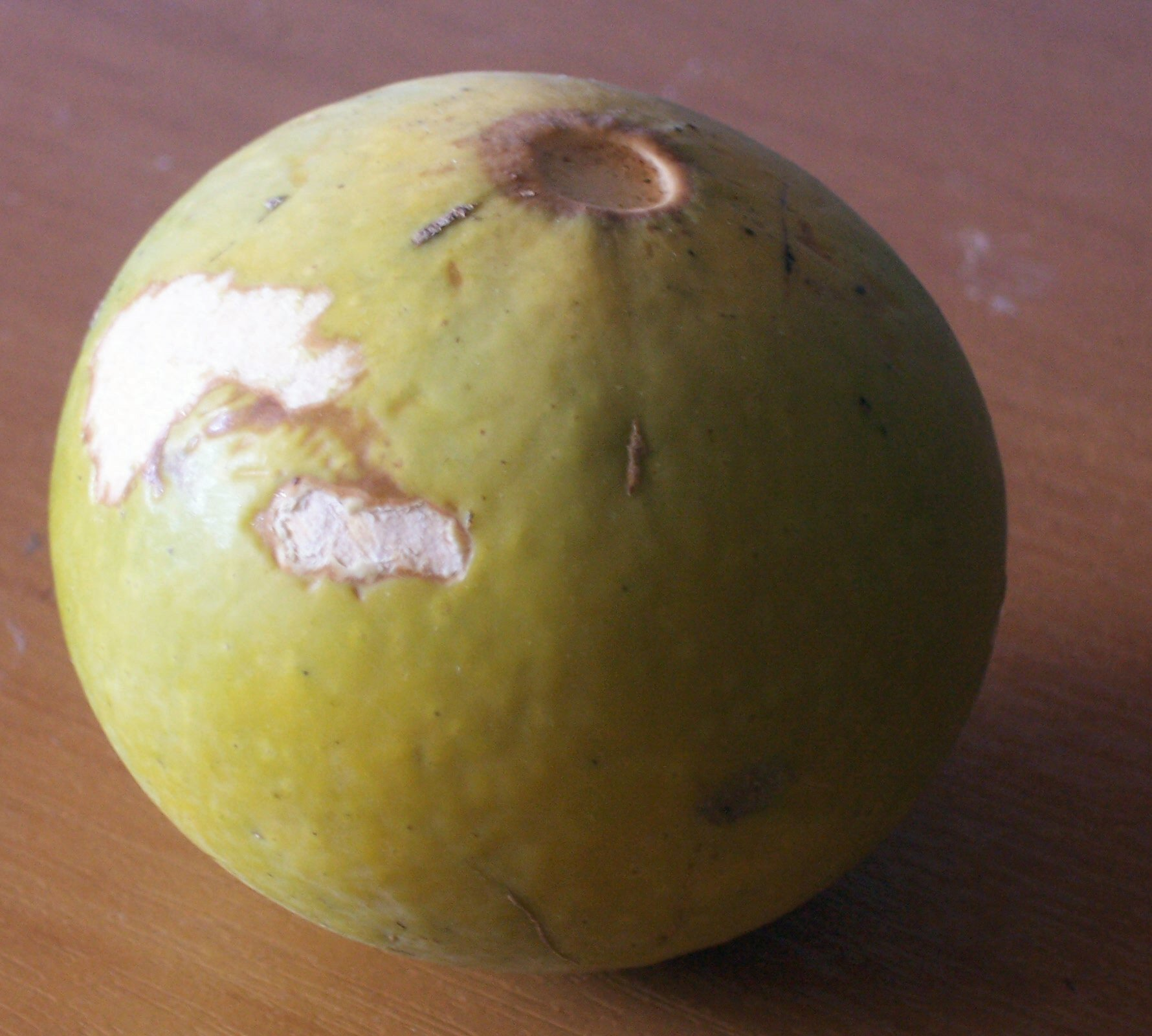
Fruto maduro.
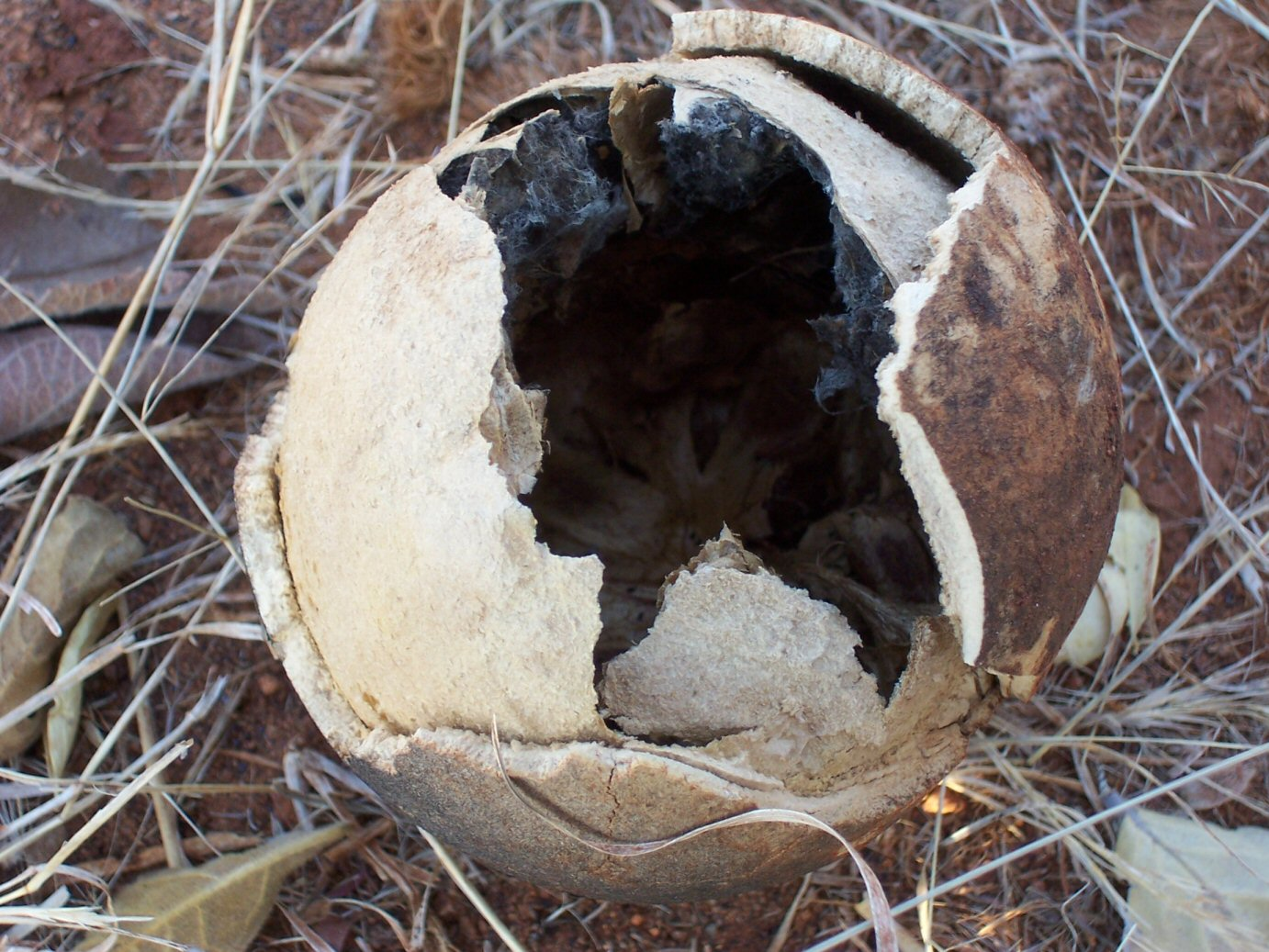
Fruto seco.